# Lithobates vaillanti
Lithobates vaillanti är en groddjursart som först beskrevs av Brocchi 1877.  Lithobates vaillanti ingår i släktet Lithobates och familjen egentliga grodor. IUCN kategoriserar arten globalt som livskraftig. Inga underarter finns listade i Catalogue of Life.